# Primera División 1931 (Argentinië)

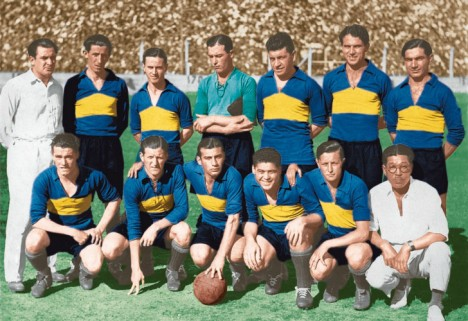
Kampioensteam van Boca 1931

In 1931 werd het eerste profseizoen gespeeld van de Primera División, de hoogste voetbaldivisie van Argentinië. Boca Juniors werd kampioen. Het was het veertigste seizoen in het Argentijnse voetbal. Dit jaar was er een splitsing gekomen. De profclubs zetten hun eigen competitie op en de overgebleven amateurclubs bleven in de competitie spelen zoals de voorbije jaren. Dit systeem van twee competities en twee kampioenen zou tot 1934 bestaan. 

## Eindstand

### Profs
| Plaats | Club                      | Wed. | W  | G  | V  | Saldo  | Ptn. |
| ------ | ------------------------- | ---- | -- | -- | -- | ------ | ---- |
| 01.    | CA Boca Juniors           | 34   | 22 | 6  | 6  | 85:49  | 50   |
| 02.    | CA San Lorenzo de Almagro | 34   | 19 | 7  | 8  | 81:52  | 45   |
| 03.    | Estudiantes de La Plata   | 34   | 20 | 4  | 10 | 103:51 | 44   |
| 04.    | CA River Plate            | 34   | 19 | 6  | 9  | 63:39  | 44   |
| 05.    | Racing Club               | 34   | 19 | 5  | 10 | 81:51  | 43   |
| 06.    | CA Independiente          | 34   | 18 | 7  | 9  | 69:60  | 43   |
| 07.    | Chacarita Juniors         | 34   | 18 | 6  | 10 | 63:58  | 42   |
| 08.    | CA Huracán                | 34   | 13 | 7  | 14 | 58:49  | 33   |
| 09.    | CA Vélez Sársfield        | 34   | 13 | 7  | 14 | 63:68  | 33   |
| 10.    | Ferro Carril Oeste        | 34   | 12 | 8  | 14 | 60:74  | 32   |
| 11.    | Argentinos Juniors        | 34   | 12 | 7  | 15 | 49:61  | 31   |
| 12.    | Gimnasia y Esgrima LP     | 34   | 9  | 12 | 13 | 42:64  | 30   |
| 13.    | CA Platense               | 34   | 13 | 3  | 18 | 52:52  | 29   |
| 14.    | Quilmes AC                | 34   | 12 | 5  | 17 | 53:62  | 29   |
| 15.    | CA Talleres               | 34   | 11 | 2  | 21 | 48:68  | 24   |
| 16.    | CA Tigre                  | 34   | 8  | 7  | 19 | 47:70  | 23   |
| 17.    | CA Lanús                  | 34   | 10 | 2  | 22 | 43:82  | 22   |
| 18.    | CA Atlanta                | 34   | 4  | 7  | 23 | 33:83  | 15   |

|  | Kampioen |

#### Topschutters
| Speler              | Speler              | Goals | Club         |
| ------------------- | ------------------- | ----- | ------------ |
| Vlag van Argentinië | Alberto Zozaya      | 33    | Estudiantes  |
| Vlag van Argentinië | Alejandro Scopelli  | 31    | Estudiantes  |
| Vlag van Argentinië | Francisco Varallo   | 27    | Boca Juniors |
| Vlag van Argentinië | Herminio Masantonio | 23    | Huracán      |
| Vlag van Argentinië | Luis Sánchez        | 20    | Platense     |

### Amateurs
CA San Isidro trok zich na vier wedstrijden terug, de uitslagen werden geannuleerd. 
Na de tiende speelde wijzigde Argentino de Banfield de naam in Argentino de Lomas
| Plaats | Club                     | Wed.           | W              | G              | V              | Saldo          | Ptn.           |
| ------ | ------------------------ | -------------- | -------------- | -------------- | -------------- | -------------- | -------------- |
| 1º     | Club Almagro             | 15             | 13             | 0              | 2              | 45:13          | 26             |
| 1º     | CA Estudiantil Porteño   | 15             | 12             | 2              | 1              | 31:17          | 26             |
| 3º     | Sportivo Buenos Aires    | 15             | 11             | 0              | 4              | 26:16          | 22             |
| 4º     | Club El Porvenir         | 15             | 9              | 3              | 3              | 34:20          | 21             |
| 5º     | CA Excursionistas        | 15             | 7              | 3              | 5              | 36:27          | 17             |
| 6º     | CA Nueva Chicago         | 15             | 7              | 3              | 5              | 22:24          | 17             |
| 7°     | Argentino de Quilmes     | 15             | 7              | 2              | 6              | 24:24          | 16             |
| 8°     | Sportivo Palermo         | 15             | 6              | 3              | 6              | 24:23          | 15             |
| 9°     | Sportivo Barracas        | 15             | 5              | 4              | 6              | 35:30          | 14             |
| 10°    | CA Barracas Central      | 15             | 5              | 4              | 6              | 22:26          | 14             |
| 11°    | Estudiantes Buenos Aires | 15             | 5              | 3              | 7              | 20:23          | 13             |
| 12°    | CA Colegiales            | 15             | 4              | 5              | 6              | 20:26          | 13             |
| 13°    | Defensores de Belgrano   | 15             | 3              | 3              | 9              | 13:19          | 9              |
| 14°    | CA Banfield              | 15             | 3              | 3              | 9              | 21:37          | 9              |
| 15°    | Argentino de Lomas       | 15             | 2              | 2              | 11             | 12:25          | 6              |
| 16°    | San Fernando             | 15             | 1              | 0              | 14             | 13:48          | 2              |
| -      | CA San Isidro            | Teruggetrokken | Teruggetrokken | Teruggetrokken | Teruggetrokken | Teruggetrokken | Teruggetrokken |

|  | Gekwalificeerd voor finale |
|  | Degradatie                 |

#### Finale
|             |                        |       |              |  |
| 27 december | CA Estudiantil Porteño | 3 – 1 | Club Almagro |  |
| 27 december |                        |       |              |  |